# U-Bahn-Linie U5 (Berlin)
| Strecke der U-Bahn-Linie U5 (Berlin) |                                             |                                       |                                       |
| Streckenlänge: | 22,4 km                                     |                                       |                                       |
| Spurweite: | 1435 mm (Normalspur)                        |                                       |                                       |
| Stromsystem: | untenbestrichene Seitenstromschiene 750 V = |                                       |                                       |
| |                                             |                                       |                                       |
| \| \| 0,0 \| Hönow (Hö) \| Hönow (Hö) \| \| \| \| zur Abstellanlage Hönow \| \| \| \| 1,0 \| Louis-Lewin-Straße (LL) \| Louis-Lewin-Straße (LL) \| \| \| 1,9 \| Hellersdorf (HD) \| Hellersdorf (HD) \| \| \| 2,6 \| Cottbusser Platz (C) \| Cottbusser Platz (C) \| \| \| 3,4 \| Kienberg (Gärten der Welt) (GK) \| Kienberg (Gärten der Welt) (GK) \| \| \| 4,3 \| Kaulsdorf-Nord (KL) \| Kaulsdorf-Nord (KL) \| \| \| \| \| \| \| \| 5,7 \| Wuhletal (Wh) \| Wuhletal (Wh) \| \| \| \| zur Ostbahn \| \| \| \| 7,1 \| Elsterwerdaer Platz (E) \| Elsterwerdaer Platz (E) \| \| \| 8,2 \| Biesdorf-Süd (Bü) \| Biesdorf-Süd (Bü) \| \| \| \| \| \| \| \| 10,1 \| Tierpark (Tk) \| Tierpark (Tk) \| \| \| \| zur Betriebswerkstatt Friedrichsfelde \| \| \| \| 11,3 \| Friedrichsfelde (Fi) \| Friedrichsfelde (Fi) \| \| \| \| \| \| \| \| 12,5 \| Lichtenberg (Li) \| Lichtenberg (Li) \| \| \| \| \| \| \| \| 13,2 \| Magdalenenstraße (Md) \| Magdalenenstraße (Md) \| \| \| \| \| \| \| \| 14,0 \| Frankfurter Allee (Ff) \| Frankfurter Allee (Ff) \| \| \| \| \| \| \| \| 14,8 \| Samariterstraße (Sa) \| Samariterstraße (Sa) \| \| \| 15,5 \| Frankfurter Tor (FT) \| Frankfurter Tor (FT) \| \| \| 16,1 \| Weberwiese (WR) \| Weberwiese (WR) \| \| \| 17,0 \| Strausberger Platz (Sr) \| Strausberger Platz (Sr) \| \| \| 17,8 \| Schillingstraße (Si) \| Schillingstraße (Si) \| \| \| \| \| \| \| \| 18,4 \| Alexanderplatz (Al) \| Alexanderplatz (Al) \| \| \| \| \| \| \| \| \| zum Waisen- & Klostertunnel \| \| \| \| 18,7 \| Rotes Rathaus (RHO) \| Rotes Rathaus (RHO) \| \| \| 19,4 \| Museumsinsel (MUI) \| Museumsinsel (MUI) \| \| \| \| \| \| \| \| 20,0 \| Unter den Linden (UDU) \| Unter den Linden (UDU) \| \| \| \| \| \| \| \| \| \| \| \| \| 20,6 \| Brandenburger Tor (BRT) \| Brandenburger Tor (BRT) \| \| \| \| \| \| \| \| 21,5 \| Bundestag (BUN) \| Bundestag (BUN) \| \| \| \| \| \| \| \| 22,4 \| Hauptbahnhof (HBF) \| Hauptbahnhof (HBF) \| \| \| \| \| \| \| \| \| Kehranlage Hauptbahnhof \| \| |                                             |                                       |                                       |
| U-Bahn-Kopfbahnhof Streckenanfang | 0,0                                         | Hönow (Hö)                            | Hönow (Hö)                            |
| U-Bahn-Abzweig geradeaus und von links |                                             | zur Abstellanlage Hönow               | zur Abstellanlage Hönow               |
| U-Bahn-Haltepunkt / Haltestelle | 1,0                                         | Louis-Lewin-Straße (LL)               | Louis-Lewin-Straße (LL)               |
| U-Bahn-Bahnhof | 1,9                                         | Hellersdorf (HD)                      | Hellersdorf (HD)                      |
| U-Bahn-Haltepunkt / Haltestelle | 2,6                                         | Cottbusser Platz (C)                  | Cottbusser Platz (C)                  |
| U-Bahn-Haltepunkt / Haltestelle | 3,4                                         | Kienberg (Gärten der Welt) (GK)       | Kienberg (Gärten der Welt) (GK)       |
| U-Bahn-Bahnhof | 4,3                                         | Kaulsdorf-Nord (KL)                   | Kaulsdorf-Nord (KL)                   |
| U-Bahn-Tunnel |                                             |                                       |                                       |
| U-Bahn-Bahnhof | 5,7                                         | Wuhletal (Wh)                         | Wuhletal (Wh)                         |
| U-Bahn-Abzweig geradeaus und von links |                                             | zur Ostbahn                           | zur Ostbahn                           |
| U-Bahn-Haltepunkt / Haltestelle | 7,1                                         | Elsterwerdaer Platz (E)               | Elsterwerdaer Platz (E)               |
| U-Bahn-Bahnhof | 8,2                                         | Biesdorf-Süd (Bü)                     | Biesdorf-Süd (Bü)                     |
| U-Bahn-Tunnelanfang |                                             |                                       |                                       |
| U-Bahn-Bahnhof (im Tunnel) | 10,1                                        | Tierpark (Tk)                         | Tierpark (Tk)                         |
| U-Bahn-Abzweig geradeaus und von links (im Tunnel) |                                             | zur Betriebswerkstatt Friedrichsfelde | zur Betriebswerkstatt Friedrichsfelde |
| U-Bahn-Bahnhof (im Tunnel) | 11,3                                        | Friedrichsfelde (Fi)                  | Friedrichsfelde (Fi)                  |
| |                                             |                                       |                                       |
| U-Bahn-Haltepunkt / Haltestelle (im Tunnel) | 12,5                                        | Lichtenberg (Li)                      | Lichtenberg (Li)                      |
| |                                             |                                       |                                       |
| U-Bahn-Haltepunkt / Haltestelle (im Tunnel) | 13,2                                        | Magdalenenstraße (Md)                 | Magdalenenstraße (Md)                 |
| |                                             |                                       |                                       |
| U-Bahn-Bahnhof (im Tunnel) | 14,0                                        | Frankfurter Allee (Ff)                | Frankfurter Allee (Ff)                |
| |                                             |                                       |                                       |
| U-Bahn-Haltepunkt / Haltestelle (im Tunnel) | 14,8                                        | Samariterstraße (Sa)                  | Samariterstraße (Sa)                  |
| U-Bahn-Haltepunkt / Haltestelle (im Tunnel) | 15,5                                        | Frankfurter Tor (FT)                  | Frankfurter Tor (FT)                  |
| U-Bahn-Haltepunkt / Haltestelle (im Tunnel) | 16,1                                        | Weberwiese (WR)                       | Weberwiese (WR)                       |
| U-Bahn-Haltepunkt / Haltestelle (im Tunnel) | 17,0                                        | Strausberger Platz (Sr)               | Strausberger Platz (Sr)               |
| U-Bahn-Haltepunkt / Haltestelle (im Tunnel) | 17,8                                        | Schillingstraße (Si)                  | Schillingstraße (Si)                  |
| |                                             |                                       |                                       |
| U-Bahn-Bahnhof (im Tunnel) | 18,4                                        | Alexanderplatz (Al)                   | Alexanderplatz (Al)                   |
| |                                             |                                       |                                       |
| U-Bahn-Abzweig geradeaus und von links (im Tunnel) |                                             | zum Waisen- & Klostertunnel           | zum Waisen- & Klostertunnel           |
| U-Bahn-Haltepunkt / Haltestelle (im Tunnel) | 18,7                                        | Rotes Rathaus (RHO)                   | Rotes Rathaus (RHO)                   |
| U-Bahn-Haltepunkt / Haltestelle (im Tunnel) | 19,4                                        | Museumsinsel (MUI)                    | Museumsinsel (MUI)                    |
| |                                             |                                       |                                       |
| U-Bahn-Bahnhof (im Tunnel) | 20,0                                        | Unter den Linden (UDU)                | Unter den Linden (UDU)                |
| |                                             |                                       |                                       |
| |                                             |                                       |                                       |
| U-Bahn-Bahnhof (im Tunnel) | 20,6                                        | Brandenburger Tor (BRT)               | Brandenburger Tor (BRT)               |
| |                                             |                                       |                                       |
| U-Bahn-Haltepunkt / Haltestelle (im Tunnel) | 21,5                                        | Bundestag (BUN)                       | Bundestag (BUN)                       |
| |                                             |                                       |                                       |
| U-Bahn-Bahnhof (im Tunnel) | 22,4                                        | Hauptbahnhof (HBF)                    | Hauptbahnhof (HBF)                    |
| |                                             |                                       |                                       |
| |                                             | Kehranlage Hauptbahnhof               |                                       |

Die U-Bahn-Linie U5 ist eine 22,4 km lange Linie der U-Bahn Berlin der Berliner Verkehrsbetriebe (BVG), die in Ost-West-Richtung über 26 Stationen vom U-Bahnhof Hönow bis zum Berliner Hauptbahnhof verläuft. Sie führt durch die Bezirke Mitte, Friedrichshain-Kreuzberg, Lichtenberg und Marzahn-Hellersdorf von Berlin und ist seit Dezember 2020 nach der U7 die zweitlängste Berliner U-Bahn-Linie. Sie verläuft zum Teil parallel zur Berliner Stadtbahn und entlastet diese zwischen Hauptbahnhof und Alexanderplatz.
Die Strecke wurde in sechs Abschnitten eröffnet:
- Vom U-Bahnhof Alexanderplatz bis U-Bahnhof Friedrichsfelde am 21. Dezember 1930,
- weiter bis U-Bahnhof Tierpark am 25. Juni 1973,
- weiter bis U-Bahnhof Elsterwerdaer Platz am 30. Juni 1988
- weiter bis U-Bahnhof Hönow am 30. Juni 1989.
- Am 8. August 2009 wurde der Abschnitt vom Berliner Hauptbahnhof zum Bahnhof Brandenburger Tor in Betrieb genommen, der bis zum Lückenschluss vom 4. Dezember 2020 als U-Bahn-Linie U55 bezeichnet wurde.
- Am 4. Dezember 2020 erfolgte die Eröffnung des Teilstücks vom Alexanderplatz bis zum Brandenburger Tor (U-Bahnhof Museumsinsel erst am 9. Juli 2021 eröffnet, daher zuvor ohne Halt).

Neun Bahnhöfe von Tierpark bis Hönow wurden im November 2023 unter Denkmalschutz gestellt. Auf diesem Streckenabschnitt wurde lediglich der U-Bahnhof Kienberg (Gärten der Welt) nicht unter Denkmalschutz gestellt.
Die traditionelle Linienbezeichnung war E. Die heutige Bezeichnung wurde am 1. Juli 1990 bei der Ausdehnung des West-Berliner Nummernschemas auf Ost-Berlin eingeführt. Die Linie verfügt über den längsten oberirdisch führenden Streckenabschnitt im Berliner U-Bahn-Netz. Das Gebiet des Endpunkts U-Bahnhof Hönow gehört erst seit 1990 zu Berlin.

## Verlauf
Die U-Bahn-Linie U5 verbindet den Ortsteil Moabit mit der Großwohnsiedlung in Hellersdorf und dem brandenburgischen Ort Hönow, endet aber unmittelbar vor der östlichen Berliner Stadtgrenze. Sie beginnt am Berliner Hauptbahnhof und führt nach Südosten unter der Spree, dem Spreebogenpark und dem Platz der Republik zum Brandenburger Tor. Von dort folgt sie dem Verlauf der Straße Unter den Linden, wobei an der Friedrichstraße die U-Bahn-Linie U6 gekreuzt wird. Nach dem U-Bahnhof Museumsinsel wird die U5 unter die Rathausstraße gelenkt, wobei das Humboldt Forum unterquert wird. Nach Verlassen des Bahnhofs Alexanderplatz führt sie in einem engen Rechtsbogen unter die Karl-Marx-Allee. Sie folgt dem Straßenzug (nach dem U-Bahnhof Frankfurter Tor als Frankfurter Allee) für mehrere Stationen gradlinig in östlicher Richtung und kreuzt am Bahnhof Berlin Frankfurter Allee die Berliner Ringbahn. Ab dem Bahnhof Berlin-Lichtenberg, wo sie die S-Bahn an der Bahnstrecke Berlin–Küstrin-Kietz Grenze unterquert, schwenkt die Trasse nach Südosten. Sie verläuft unter der Einbecker Straße und dann an der Betriebswerkstatt Friedrichsfelde vorbei bis zum U-Bahnhof Tierpark. In scharfer Linkskurve umfährt die U5 den Tierpark Berlin und erreicht an dieser Stelle ihren südlichsten Punkt. Sie ändert ihre Richtung nach Nordosten und erreicht zum ersten Mal Tageslicht.
Nun oberirdisch verläuft die U5 quer durch Biesdorf-Süd. Sie überquert am U-Bahnhof Elsterwerdaer Platz die Köpenicker Straße und wenig später die Straße Alt-Biesdorf mit den auf gemeinsamer Trasse verlaufenden Bundesstraßen B 1/B 5. Am Bahnhof Berlin Wuhletal wird erneut die S-Bahn an der Bahnstrecke Berlin – Küstrin-Kietz Grenze gekreuzt. Nun, ein kurzes Stück unterirdisch, folgt die Trasse der Gülzower Straße. Nach einer weiten Linkskurve erreicht die U-Bahn vor dem U-Bahnhof Kaulsdorf-Nord wieder die Oberfläche und verläuft nun in nördlicher und später in nordöstlicher Richtung. Bis zum U-Bahnhof Hellersdorf liegt die Trasse neben der Hellersdorfer Straße, nach dem U-Bahnhof Louis-Lewin-Straße neben der Böhlener Straße. Direkt an der Stadtgrenze, aber noch auf Berliner Gebiet, endet die U-Bahn-Linie U5 am U-Bahnhof Hönow mit dem östlichsten Punkt des Berliner U-Bahn-Netzes an der Mahlsdorfer Straße in Hönow.

## Geschichte

### Alexanderplatz – Friedrichsfelde

#### Planungen
Die Hochbahngesellschaft plante Anfang des Jahres 1908, lange bevor der U-Bahn-Streckenabschnitt der Linie A vom Spittelmarkt zum Alexanderplatz im Jahr 1913 eröffnet wurde, eine U-Bahn-Strecke unter der Frankfurter Allee vom Alexanderplatz bis zum Bahnhof Frankfurter Allee. Dabei sollte der U-Bahnhof Alexanderplatz zwei nebeneinander liegende Bahnsteige erhalten und die Linie sollte ab Koppenstraße stadtauswärts als Hochbahn angelegt werden. Gegenüber diesen Plänen war die Stadt Berlin aufgeschlossen, verlangte jedoch, die ganze Linie unterirdisch zu führen.
Im Jahr 1910 änderte die Hochbahngesellschaft ihre Pläne: Diese U-Bahn-Linie E sollte nun die Alexanderstraße unterqueren, um sie mit der inzwischen genehmigten Teilstrecke zwischen Spittelmarkt und Schönhauser Allee zu verbinden. So wäre es möglich gewesen, die Linie E über den Alexanderplatz in die Klosterstraße zu führen und dort bei entsprechendem Ausbau des U-Bahnhofs Klosterstraße als Abzweig zu betreiben. Die vom Spittelmarkt kommenden Züge und die aus Schönhauser Allee kommenden Züge hätten nach Frankfurter Allee durchfahren können, und das ebenso in entgegengesetzter Richtung. Diese Idee wurde letztendlich verworfen.
Die Hochbahngesellschaft hatte mehrere private Verkehrsunternehmen unter sich und so übernahm Ende der 1920er Jahre die Nord-Süd-Bahn die endgültige Planung und Realisierung der Linie E als selbstständige Linie im Berliner Großprofil mit Verlängerungsmöglichkeiten in Richtung Leipziger Straße/Französische Straße und mit Anbindung einer weiteren Linie nach Weißensee im Zuge der Greifswalder Straße. Die Strecken sollten am Alexanderplatz zusammengeführt werden und sich am Berliner Rathaus wieder trennen. Ursprünglich plante die Hochbahngesellschaft, die Linie E durch die heute in diesem Abschnitt nicht mehr bestehende Landsberger Allee vom Alexanderplatz zum Büschingplatz verlaufen zu lassen. Dort sollte sie einen Bahnhof erhalten, dann in die Weberstraße nach Südosten einbiegen und am Strausberger Platz auf die Große Frankfurter Straße (heute: Karl-Marx-Allee) einschwenken. Im Jahr 1925 bekam die Stadt Berlin aus privaten Kreisen die Anregung, zwischen Alexanderplatz und der heutigen U-Bahn-Station Schillingstraße einen 118 Meter langen Bogen einzufügen, so auf die Große Frankfurter Straße zu gelangen und nicht über den Büschingplatz zu planen. Außerdem erfolgte eine weitere Planungsänderung. Diese sah vor, die Linie E nicht am Bahnhof Frankfurter Allee enden zu lassen, sondern bis nach Friedrichsfelde weiterzuführen, weil dort ein Gelände für eine Betriebswerkstatt zur Verfügung stand.

#### Bau und Inbetriebnahme
Die Bauarbeiten erfolgten in offener Bauweise zwischen den Jahren 1927 und 1930. Am 21. Dezember 1930 wurde die Strecke vom S+U-Bahnhof Alexanderplatz bis zum U-Bahnhof Friedrichsfelde eröffnet. Abgesehen vom U-Bahnhof Friedrichsfelde liegen alle Bahnhöfe in einer solchen Tiefe, dass ihre Ausgänge über Verteilergeschosse auf die Bürgersteige gelegt werden konnten. Auch liegt der Tunnel selbst so tief, dass über ihm in gleicher Breite ein Leitungskanal für Rohre der Berliner Wasserwerke und für Kabel der Berliner Elektrizitätswerke und der Post miterrichtet wurde.

### Friedrichsfelde – Tierpark

#### Planungen
Beim im Jahr 1930 fertiggestellten Streckenabschnitt Alexanderplatz–Friedrichsfelde war schon eine Weiterführung nach Karlshorst in Richtung Schöneweide vorgesehen. Nach dem Zweiten Weltkrieg entstanden Pläne, die U-Bahn zum 1955 neu eingerichteten Tierpark zu verlängern. Im Jahr 1956 kamen Pläne auf, die U-Bahn vom U-Bahnhof Friedrichsfelde zweigleisig und oberirdisch bis zu einem Kopfbahnhof westlich der Straße am Tierpark in Höhe des Eingangs zum Schloss Friedrichsfelde weiterzuführen. Dazu sollten zwei Gleise der Abstellanlage der Betriebswerkstatt Friedrichsfelde verlängert werden. Dieses Vorhaben wurde jedoch nicht realisiert, weil es insbesondere eine weitere Streckenverlängerung erschwert hätte. Zusätzlich wurde der Tierpark nicht als ausreichend für einen Weiterbau der U-Bahn angesehen. Als später im Bereich des Tierparks Wohnungen entstanden, wurde der Plan wieder aufgegriffen, zumal mit der Schließung der Straßenbahnstrecke in der Straße Alt-Friedrichsfelde als Folge des Neubaus der Straßenbrücke über den Bahnhof Lichtenberg eine empfindliche Netzlücke entstanden war.

#### Bau und Inbetriebnahme
Für einen offiziellen Baustart für den Weiterbau bis zum U-Bahnhof Tierpark gab es weder einen Beschluss noch eine Genehmigung. Wegen der fehlenden Auslastung der Rammkapazität im VEB Tiefbau kam es zu einem illegalen Baubeginn am U-Bahnhof Tierpark, denn die Direktoren des Tiefbaubetriebs und der Berliner Verkehrsbetriebe (BVB) hatten am 19. September 1969 den ersten Rammschlag durchgeführt. Von diesem Vorhaben hatte der zuständige Stadtrat für Verkehr keine Ahnung. Viel später kam es unter dem Druck der Öffentlichkeit zu Magistratsbeschlüssen und zur erforderlichen finanziellen Absicherung für den Weiterbau um eine Station. Der Baubeginn am Streckenende im Bereich des U-Bahnhof Tierpark war so gewählt, dass man nicht befürchten musste, einen totalen Baustopp zu bekommen. Der offizielle Bahnbau dauerte von 1970 bis 1973.
Am Morgen des 4. Oktober 1972 kam es in der Kehranlage auf der Nordseite des U-Bahnhofs Alexanderplatz der Linie A (in Richtung U-Bahnhof Rosa-Luxemburg-Platz) zu einem Großbrand. Damit die Wiederherstellung des bei dem Großbrand beschädigten Tunnelkörpers kurzfristig durchgeführt werden konnte, wurde eine größere Anzahl Betonfertigteile, die für die Streckenverlängerung in Friedrichsfelde vorgesehen waren, von dort abgezogen. Somit kam es zur letzten kleinen Bauverzögerung. Die Einweihung der Verlängerung vom U-Bahnhof Friedrichsfelde bis zum U-Bahnhof Tierpark fand am 25. Juni 1973 statt.

### Tierpark – Hönow

#### Entscheidung, Planungen und Bauarbeiter

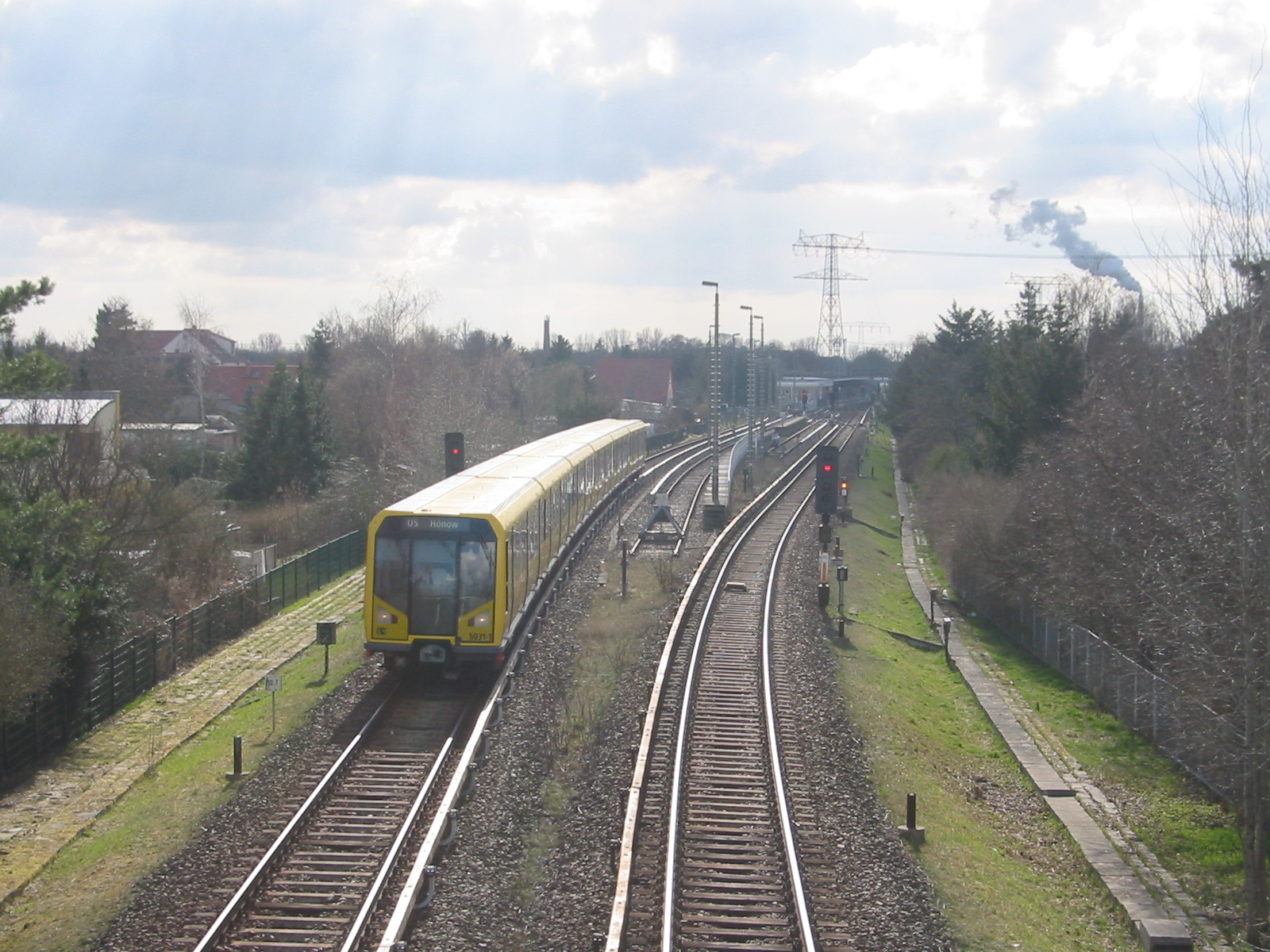
U-Bahn-Strecke zwischen Biesdorf-Süd und Elsterwerdaer Platz

Im Jahr 1977 begann der Bau der Neubausiedlung Marzahn, Mitte der 1980er Jahre jener der Neubausiedlung Hellersdorf. Dabei gab es die Überlegung, eine Schnellbahnverbindung zu errichten. Anfang der 1980er Jahre untersuchten die Arbeitsgruppen des Verkehrsministeriums der DDR und des Magistrats von Berlin den Bau einer Schnellbahnverbindung im Raum Kaulsdorf und Hellersdorf. Dabei prüften und erörterten sie insgesamt 13 Streckenvarianten von S-, U- und Straßenbahn. 1983/1984 fiel die Entscheidung für die Verlängerung der U-Bahn-Linie E von Tierpark nach Hönow. Diese untersuchte Streckenvariante verfügte über die notwendigen Kapazitätsreserven, außerdem war sie ökonomisch vertretbar und in dieser vorgesehenen Zeitspanne realisierbar. Bei der Entscheidungsfindung gab es mit der Streckenvariante verbundene Schwierigkeiten zu bedenken. Von der ursprünglichen Streckenplanung für eine Verlängerung der U-Bahn-Linie in Richtung Süden nach Schöneweide musste man sich verabschieden. Außerdem warf die Anbindung vom Bahnhof Tierpark zur alten Trasse der Verbindungs- oder Vorortsbahn nach Kaulsdorf (VnK) komplizierte ingenieur- und bautechnische Fragen auf. Man musste die neue U-Bahn-Strecke direkt hinter dem Bahnsteig des Bahnhofs Tierpark in einem gerade noch zulässigen engen Bogen zur VnK-Strecke führen und einen Teil der Kehranlage abbrechen. Es war außerdem absehbar, dass kostenintensive Arbeiten zur Verbreiterung des Bahndamms der VnK-Strecke erforderlich waren und in Biesdorf Süd mussten Schallschutzmaßnahmen errichtet werden. Am 27. Februar 1985 publizierte der Magistrat von Berlin ein Dokument, das die Inbetriebnahme des Streckenabschnitts zwischen Tierpark und Elsterwerdaer Platz am 30. Juni 1988 und jene des Streckenabschnitts zwischen Elsterwerdaer Platz und Hönow am 30. Juni 1989 vorsah.
Für den Bau insgesamt war das Ministerium für Verkehrswesen der DDR verantwortlich, Investitionsauftraggeber (IAG) war die Deutsche Reichsbahn (DR), vertreten durch den DDR-Verkehrsminister und den Generaldirektor der DR, die wiederum die Reichsbahnbaudirektion und deren Präsidenten mit der Wahrnehmung der Aufgaben durch die IAG beauftragten. Im November 1984 wurde für die staatliche Koordinierung und Kontrolle der am Bau der U-Bahn beteiligten Ministerien und Ämter und der Umsetzung des gesamten Vorhabens die Arbeitsgruppe staatliche Leiter unter der Verantwortung des Staatssekretärs im Ministerium für Verkehrswesen gebildet. Zum 1. Oktober 1984 wurde für die Durchführung des U-Bahn-Projekts der Betrieb Deutsche Reichsbahn-Schnellbahnbau Berlin gebildet. Der noch im Aufbau befindliche Betrieb Schnellbahnbau Berlin hatte in kürzester Zeit die Aufgabenstellungen und die Grundsatzentscheidung zu erarbeiten. Er war für die Leitung der Baudurchführungen, für die Abnahme der fertiggestellten Objekte und die Übergabe an die Rechtsträger verantwortlich. Die Vorgabe lautete, den Bau am 1. März 1985 zu beginnen und am 1. Juli 1989 abzuschließen.
Als Hauptauftragsnehmer Bau wurden bestimmt: der VEB Kombinat Tiefbau Berlin, VEB Autobahnkombinat Magdeburg, die Deutsche Reichsbahn, Elektrifizierungs- und Ingenieurbaubetrieb Berlin und das Ingenieur-, Tief- und Verkehrsbaukombinat Karl-Marx-Stadt. Für die Ausrüstungen wurden folgende Hauptauftragsnehmer bestimmt: der VEB Werk für Signal- und Sicherungstechnik Berlin, der VEB Elektroprojekt und Anlagenbau Berlin, der VEB Funk- und Fernmeldeanlagenbau Berlin und der VEB Anlagenbau Berlin. Nach den zentralen Beschlüssen wurden beim Bau der neuen U-Bahn-Trasse nach Hönow über 100 Betriebe aus Berlin und 20 Kreisen der DDR eingesetzt, Es waren 5000 Arbeiter und Angestellte auf den Baustellen beschäftigt.

#### Bau
Der offizielle Baustart war am 1. März 1985. Es wurden nicht hintereinander, sondern gleichzeitig an mehreren Stellen gebaut. Zuerst wurden Erd- und Tiefbauarbeiten an der Trasse und an den vorgesehenen U-Bahnhöfen durchgeführt. Damit die Trasse an den U-Bahnhof Tierpark angebunden werden konnte, entstand bei der komplizierten bogenförmigen Strecke an der VnK-Strecke ein rund 500 m langer Tunnel. Die VnK-Strecke bis Kaulsdorf/Fernbahnstrecke konnte nicht genutzt werden, wie man sie vorgefunden hatte. Sie musste teilweise abgetragen, wieder neu aufgebaut und verdichtet werden. Es befanden sich am U-Bahnhof Elsterwerdaer Platz, über der Köpenicker Straße und über der heutigen B 1/B 5 alte Brücken, die wegen des Ausbaus beider Straßen abgerissen und durch neue ersetzt werden mussten. Zwischen dem heutigen S+U-Bahnhof Wuhletal und dem U-Bahnhof Kaulsdorf-Nord entstand ein 1,1 km langer Tunnel entlang der Gülzower Straße. Von dort bis zum U-Bahnhof Cottbusser Platz an der Cottbusser Straße waren umfangreiche Arbeiten am Hellersdorfer Graben erforderlich. Es wurden Maßnahmen zur Absenkungen des Grundwassers und zur Tiefenentwässerung durchgeführt. Die parallel verlaufenden Vorfluter aus den Jahren der Rieselfeldwirtschaft mussten verrohrt werden. Das Wasser des Hellersdorfer Grabens wurde mit einer Hebeanlage in den verrohrten Graben gepumpt. Die weitere Streckentrasse vom U-Bahnhof Cottbusser Platz bis zum U-Bahnhof Hönow befindet sich bei einigem Auf und Ab etwa auf Straßenhöhe.
Als die Erdarbeiten und die Herstellung des Schotterplanums an verschiedenen Streckenabschnitten abgeschlossen waren, begann Mitte Februar 1987 die Gleisverlegung. Für die 10,1 km lange Strecke wurden insgesamt 30 km Gleisrost errichtet. Allein für die mehrfachen Umverlegungen von S- und Fernbahngleisen im Bereich des heutigen Bahnhofs Wuhletal waren über zwölf Kilometer erforderlich. So war der S-Bahn-Verkehr während der Bauarbeiten aufrechterhalten worden, kurzzeitige Unterbrechungen und Fahrplanänderungen wurden mit eingeschlossen.
Für den Gleisbau wurden, soweit möglich, Baumaschinen aus dem Bestand der Deutschen Reichsbahn genutzt. Dafür und für die Materialzuführung wurde an der Strecke Berlin-Rummelsburg–Biesdorfer Kreuz Südwest eine Bauausweichanschlussstelle eingerichtet. Um den Einsatz der Fernbahnfahrzeuge, die ein größeres Fahrzeugumgrenzungsprofil erfordern, zu ermöglichen, wurden die Deckplatten der Bahnsteigkanten der betroffenen Zugangsstellen erst nach der Fertigstellung des Oberbaues eingebaut. Die Neubaustrecke erhielt durchgehend die Oberbauform K 49 und Stromschienenhalter der Bauart Wannseebahn. In den Tunnelabschnitten und an Stellen mit verringerter Bettungsstärke wurden Holzschwellen eingebaut, ansonsten Betonschwellen der Bauart BS65. Bockschwellen für die Aufnahme der Stromschienenhalter nach U-Bahn-Großprofilnorm standen nicht zur Verfügung, deshalb wurden dafür ebenfalls Holzschwellen eingebaut. Ein Problem ergab sich durch die in die Betonschwellen eingearbeitete Schienenneigung von 1:40. Bei der U-Bahn Berlin werden von Anfang an senkrecht stehende Schienen und dazu passend zylindrische Radlaufflächen verwendet. Man war um 1900 der Ansicht, dass die Selbstzentrierung der Radsätze im Gleis aufgrund der äquivalenten Konizität der Laufflächen bei den Verhältnissen der U-Bahn mit vielen engen Bögen ohnehin nicht wirksam wäre. Die Hochschule für Verkehrswesen Dresden wurde deswegen beauftragt, das Laufverhalten der Radsätze mit zylindrischen Laufflächen auf dem Oberbau nach Fernbahnnorm zu untersuchen und die Laufsicherheit nachzuweisen. Begünstigend wirkte sich allerdings aus, dass es Erfahrungen sowohl mit Überführungsfahrten der Triebwagen der Reihen G und GI vom Hersteller LEW Hennigsdorf als auch mit Probefahrten von im Raw Schöneweide untersuchten U-Bahn-Wagen im S-Bahn-Netz gab.
Der Bahnhof Biesdorf-Süd erhielt drei Bahnsteiggleise und eine anschließende eingleisige Kehranlage, weil die bisherige im Bahnhof Tierpark durch die geänderte Streckenführung nur noch als Abstellanlage nutzbar ist. Eine weitere, zweigleisige entstand am Nordkopf des Bahnhofs Albert-Norden-Straße (heute: Kaulsdorf-Nord). Zusätzlich wurde zwischen den Bahnhöfen Paul-Verner-Straße (heute: Louis-Lewin-Straße) und Hönow eine großzügige Abstellanlage eingerichtet. In Verbindung mit dem Bau des Gemeinschaftsbahnhofes Wuhletal entstand mit der Übergabegruppe am Stellwerk Wuhletal erstmals eine dauerhaft nutzbare Gleisverbindung mit dem Fernbahnnetz.

#### Inbetriebnahme
Vor der Inbetriebnahme fanden auf der drei Kilometer langen Strecke zwischen den U-Bahnhöfen Tierpark und Elsterwerdaer Platz Kontroll- und Probefahrten statt. Nach deren erfolgreichem Abschluss wurde der Streckenabschnitt zwischen U-Bahnhof Tierpark und U-Bahnhof Elsterwerdaer Platz am 30. Juni 1988 eröffnet. Die Eröffnungsfeier fand mit Blasmusik und Reden führender Partei- und Staatsfunktionäre beim U-Bahnhof Elsterwerdaer Platz statt. Genau ein Jahr später, am 30. Juni 1989, folgte die Eröffnung der gesamten Streckenverlängerung bis U-Bahnhof Hönow. Diesmal fand die Eröffnungsfeier beim U-Bahnhof Tierpark mit dem Politiker Günter Schabowski, mehreren Ministern der Regierung, dem ersten Sekretär des Zentralrates der FDJ Eberhard Aurich, Oberbürgermeister Erhard Krack und weiteren Funktionären statt.

### Westliche Verlängerung
| \| \| \| von Hönow \| \| \| \| längerfristig \| Fritz-Schloß-Park (Rathenower Straße) \| Fritz-Schloß-Park (Rathenower Straße) \| \| \| längerfristig \| Turmstraße (Tmo) \| Turmstraße (Tmo) \| \| \| längerfristig \| Waldstraße (Wad) \| Waldstraße (Wad) \| \| \| längerfristig \| Wiebestraße \| Wiebestraße \| \| \| längerfristig \| Jungfernheide (Jh) \| Jungfernheide (Jh) \| \| \| zurückgestellt \| Heckerdamm (Hck) \| Heckerdamm (Hck) \| \| \| zurückgestellt \| Flughafen Tegel (TXL) \| Flughafen Tegel (TXL) \| |                |                                       |                                       |
| U-Bahn-Strecke (im Tunnel) |                | von Hönow                             | von Hönow                             |
| U-Bahn-Haltepunkt / Haltestelle (Strecke außer Betrieb) (im Tunnel) | längerfristig  | Fritz-Schloß-Park (Rathenower Straße) | Fritz-Schloß-Park (Rathenower Straße) |
| U-Bahn-Bahnhof (Strecke außer Betrieb) (im Tunnel) | längerfristig  | Turmstraße (Tmo)                      | Turmstraße (Tmo)                      |
| U-Bahn-Haltepunkt / Haltestelle (Strecke außer Betrieb) (im Tunnel) | längerfristig  | Waldstraße (Wad)                      | Waldstraße (Wad)                      |
| U-Bahn-Haltepunkt / Haltestelle (Strecke außer Betrieb) (im Tunnel) | längerfristig  | Wiebestraße                           | Wiebestraße                           |
| U-Bahn-Bahnhof (Strecke außer Betrieb) (im Tunnel) | längerfristig  | Jungfernheide (Jh)                    | Jungfernheide (Jh)                    |
| U-Bahn-Haltepunkt / Haltestelle (Strecke außer Betrieb) (im Tunnel) | zurückgestellt | Heckerdamm (Hck)                      | Heckerdamm (Hck)                      |
| U-Bahn-Kopfbahnhof Streckenende (Strecke außer Betrieb) (im Tunnel) | zurückgestellt | Flughafen Tegel (TXL)                 | Flughafen Tegel (TXL)                 |

Bereits im 200-Kilometer-Plan von 1955 war eine Verlängerung der Linie E in Richtung Jungfernheide und Siemensstadt vorgesehen. Perspektivisch sieht der aktuelle Flächennutzungsplan weiterhin eine westliche Verlängerung der U-Bahn-Linie U5 vom Hauptbahnhof über die Turmstraße, Jungfernheide zum ehemaligen Flughafen Tegel vor. Eine Anfang der 1990er Jahre durchgeführte standardisierte Bewertung erbrachte folgende Nutzen-Kosten-Quotienten:
- Alexanderplatz – Turmstraße: 1,95
- Turmstraße – Jungfernheide: 3,49
- Jungfernheide – Flughafen Tegel: 1,84

Den Abschnitt Alexanderplatz – Lehrter Bahnhof (heute: Hauptbahnhof) hat der Senat von Berlin nicht separat untersucht.
Zum Zeitpunkt des Planfeststellungsbeschlusses im Mai 1996 wurde für den Abschnitt Alexanderplatz – Turmstraße ein Nutzen-Kosten-Quotient von 1,43 ausgewiesen.

#### Verlängerung vom Alexanderplatz zum Hauptbahnhof

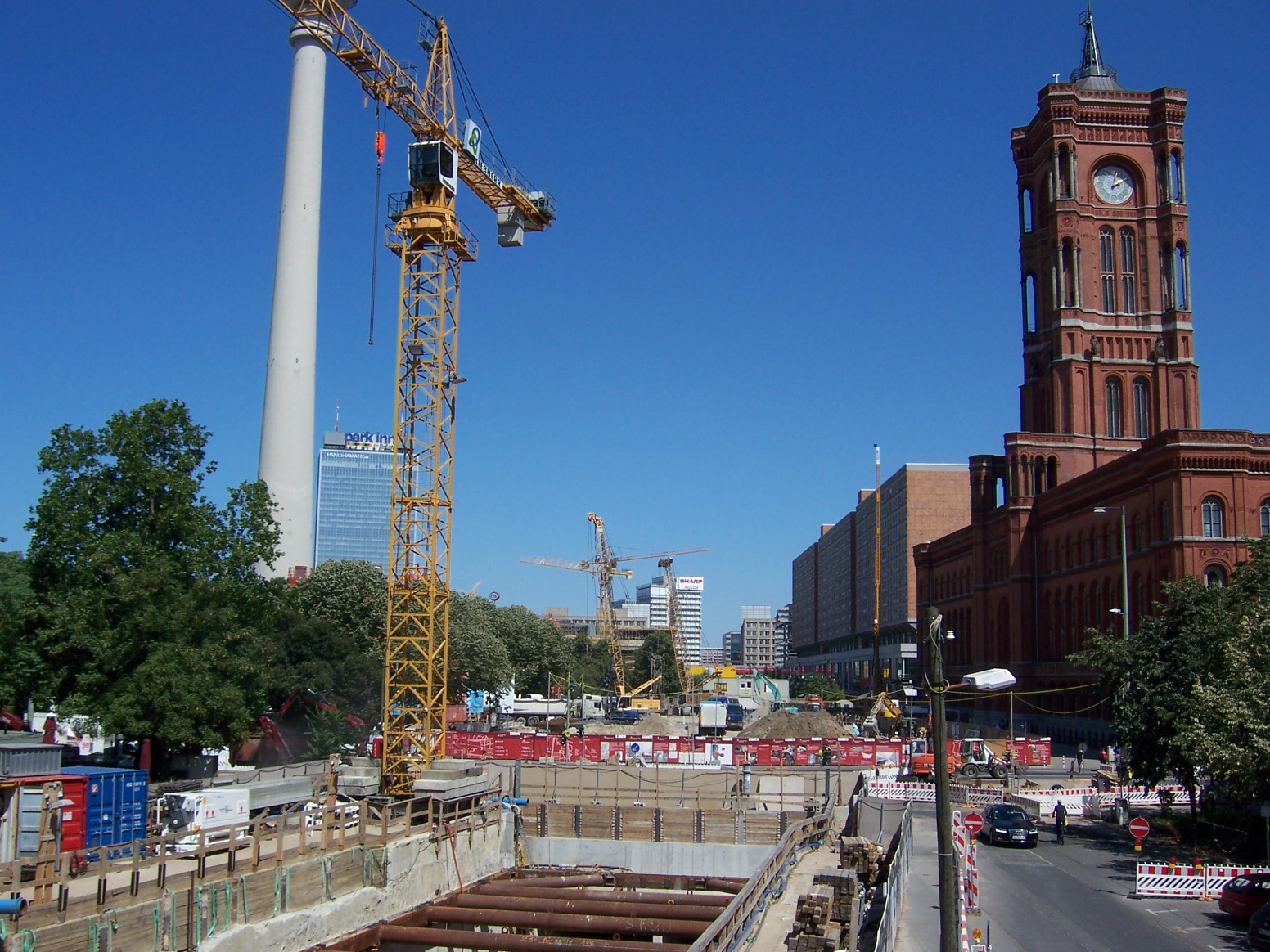
Startbaugrube (vorn) und Baustelle des U-Bahnhofs Rotes Rathaus (hinten), Juli 2013

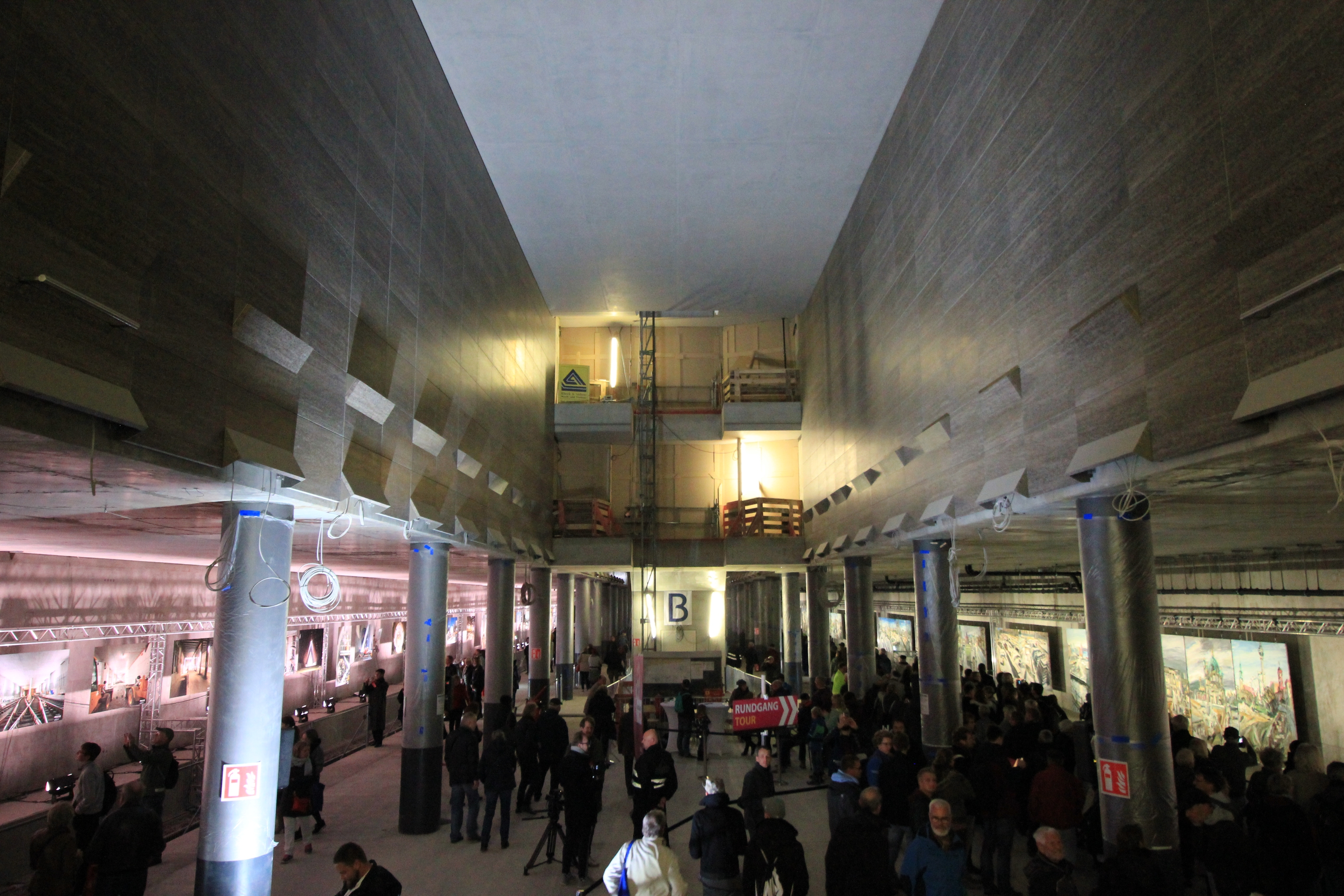
Tag der offenen Tür im U-Bahnhof Unter den Linden, 27. Oktober 2018

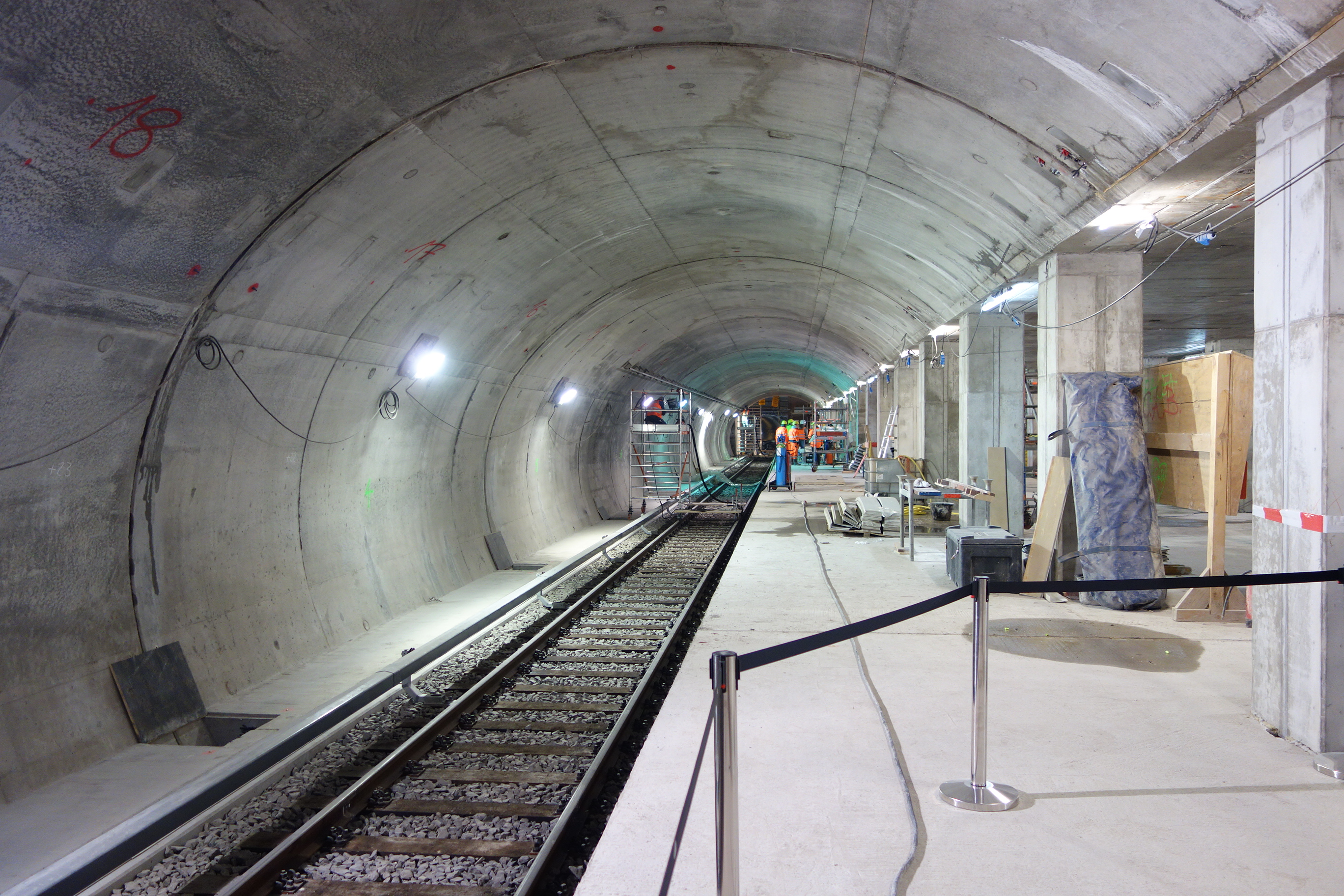
Fertiggestellter Rohbau des U-Bahnhofs Museumsinsel, Februar 2020

Ab 2009 wurde die U5 vom Alexanderplatz zum Hauptbahnhof in zwei Stufen verlängert. Die erste Stufe zwischen Brandenburger Tor und Hauptbahnhof, Baubeginn war 1995, ist seit dem 8. August 2009 in Betrieb. Da dieses Stück zunächst jedoch noch nicht mit der bestehenden Strecke der U5 verbunden war, erhielt es vorerst die Bezeichnung U55.
Im Jahr 2009 begannen die Arbeiten für den zweiten (dazwischenliegenden) Abschnitt vom Alexanderplatz bis zum Brandenburger Tor. Der symbolische erste Spatenstich für diese 2,2 km lange Teilstrecke erfolgte am 13. April 2010. Die Eröffnung dieses Abschnitts war für 2019 geplant und für das Eröffnungsjahr wurden täglich bis zu 155.000 Fahrgäste erwartet. Die Eröffnung fand am 4. Dezember 2020 statt. Der Baubeginn verzögerte sich, da Archäologen bei Grabungen vor dem Roten Rathaus Reste des mittelalterlichen Berliner Rathauses fanden.
Ende 2013 wies eine aktualisierte Kalkulation Kosten von bis zu 525 Millionen Euro aus, vorher waren die Kosten für diesen Abschnitt mit 433 Millionen Euro veranschlagt.
Der neue Bahnhof Rotes Rathaus wurde am Ende des vormals als Kehranlage genutzten und seit 1930 bestehenden Tunnels vom U-Bahnhof Alexanderplatz (U5) errichtet. Die sich daran anschließende neue Tunnelstrecke führt unter der Spree und dem Humboldt Forum (Berliner Schloss) hindurch, über den neuen Bahnhof Museumsinsel, entlang der Straße Unter den Linden mit dem gleichnamigen Umsteigebahnhof zur Linie U6, bis zum bestehenden Bahnhof Brandenburger Tor. Sie besteht aus zwei jeweils 1,6 km langen eingleisigen Röhren und wurde per Schildvortrieb aufgefahren. Die eingesetzte flüssigkeitsgestützte Tunnelbohrmaschine stellte bei einem Bohrdurchmesser von 6,7 m die Tübbing-Röhren mit einem Außendurchmesser von 6,4 m und einem Innendurchmesser von 5,7 m her. Die maximale Steigung des Tunnels beträgt 4 %, das maximale Gefälle −4 %. Die Überdeckung liegt zwischen 5 und 17 m. Durch ein Masse-Feder-System wird die Übertragung von Fahrgeräuschen der U-Bahn auf die Umgebung reduziert.
Baumfällarbeiten im Marx-Engels-Forum und Leitungsumverlegungen diverser Versorgungsbetriebe im Bereich Unter den Linden als erste Bauvorbereitungen für den Weiterbau begannen im April 2009. An den U-Bahnhöfen Rotes Rathaus und Museumsinsel wurden archäologische Ausgrabungen durchgeführt, die den U-Bahn-Bau vorbereiten sollten. Das Marx-Engels-Forum wurde als Baustelleneinrichtungsfläche und als Startpunkt der Tunnelbohrmaschine genutzt. Hierzu wurde das dort befindliche Denkmal im September 2010 vorübergehend an den südwestlichen Rand des Marx-Engels-Forums umgesetzt.
Ende 2011 wurde mit dem Bau eines temporären Hafenbeckens für die Baustellenlogistik an der Spree begonnen. Dieses war 80 m lang und 9 m breit und wurde für den Antransport der Baumaterialien (beispielsweise Tübbinge) sowie Abtransport des Abraums genutzt. Nach Fertigstellung der Röhren wurde dieses Hafenbecken bis 2017 vollständig zurückgebaut.
Das erste Los für die Herstellung des Rohbaus vergab die BVG Ende Januar 2012. Es umfasste den Startschacht für die Tunnelbohrmaschine, den Tunnel im Bereich des Schildvortriebs, die Bahnhöfe Unter den Linden und Museumsinsel sowie eine Gleiswechselanlage. Das Auftragsvolumen lag bei rund 190 Millionen Euro. Der Bau des Bahnhofs Rotes Rathaus musste aufgrund von Umplanungen wegen archäologischer Funde separat ausgeschrieben werden.
Der tatsächliche Baustart für die Tunnelarbeiten erfolgte am 24. April 2012 mit dem Ausheben der Schlitzwände für die Startbaugrube am Marx-Engels-Forum. Am 6. Mai 2013 wurde die 700 Tonnen schwere und insgesamt 75 Meter lange Tunnelvortriebsmaschine auf den Namen Bärlinde getauft. Die Taufe des Tunnels auf den Namen Charlotte – nach Charlotte Hopf, der Dombaumeisterin des Berliner Doms – erfolgte am 20. Juni 2013. Der Vortrieb der ersten Röhre begann am 24. Juni 2013, im Oktober 2015 konnten die Vortriebsarbeiten für beide Röhren abgeschlossen werden.
Insgesamt sollten für das Bauvorhaben 250.000 m³ Boden bewegt werden, davon 130.000 m³ Ausbruchsmaterial beim Schildvortrieb. Für den Rohbau werden etwa 21.500 m³ Beton und rund 10.000 Tonnen Stahl verbaut. Die Tunnelbohrmaschine musste allerdings zwischen Herbst 2013 und März 2014 pausieren, weil es Schwierigkeiten mit dem Grundwasser unter der Museumsinsel gab. Anfang November 2014 verursachte der U-Bahn-Bau dann auf dem Boulevard Unter den Linden, etwa in Höhe der Schadowstraße, starke Straßenschäden, weil sich die Fahrbahndecke der westlichen Richtungsfahrbahn zum Brandenburger Tor anhob.
Im März 2017 konnte der Rohbau der beiden Tunnelröhren fertiggestellt werden, am 22. März erfolgte der symbolische Mauerdurchbruch am U-Bahnhof Brandenburger Tor. Insgesamt wurden 2147 Tübbing-Ringe verbaut.
Am 9. April 2018 wurde wegen der Verlängerung der Linie U5 in Richtung Hauptbahnhof die Kehranlage hinter dem Bahnhof Alexanderplatz außer Betrieb genommen. Bis zur Fertigstellung der Verlängerung der U5 erfolgten die Wenden direkt im Bahnhof: Jeder Zug fuhr von dem Gleis ab, auf dem er angekommen war. Der Gleiswechsel erfolgte – vor Ankunft oder nach Abfahrt – an einem neuen Weichenkreuz zwischen den U-Bahnhöfen Schillingstraße und Alexanderplatz.
Am 9. Mai 2018 erfolgte die Taufe des zweiten Tunnels auf den Namen Lavinia durch die Tunnelpatin Lavinia Frey, Vorstand Kultur der Stiftung Humboldt Forum im Berliner Schloss und Geschäftsführerin der Humboldt Forum Kultur GmbH.
Im Oktober 2019 wurden die Wehrtore installiert. Diese befinden sich an der Westseite der früheren Startbaugrube und auf der Westseite des U-Bahnhofs Museumsinsel und sichern den Tunnel gegen mögliche Wassereinbrüche im Bereich der Spree- und Spreekanal-Unterfahrung. Anfang 2020 wurde im Bereich des Bahnhofs Museumsinsel die letzte Gleislücke geschlossen. In der Nacht vom 22. zum 23. Juni 2020 erfolgten die ersten Testfahrten mit einem U-Bahn-Zug auf der Strecke. Nach Erteilung der Betriebsgenehmigung übergab die BVG Projekt GmbH die Neubaustrecke am 21. September 2020 an die Muttergesellschaft BVG, die bis zur Eröffnung Mitarbeiterschulungen und Streckenkundefahrten durchführte.
Die vorher für Ende 2019 geplante Inbetriebnahme der Streckenverlängerung erfolgte am 4. Dezember 2020. Aufgrund von zusätzlichen Verzögerungen beim Bau des U-Bahnhofs Museumsinsel durchfuhren die Züge die Station zunächst ohne Halt, bis diese am 9. Juli 2021 auch in Betrieb genommen wurde.

#### Linie U55
Der U5-Verlängerungsteilabschnitt U55 sollte ursprünglich 2006 eröffnet werden, später war ein provisorischer Betrieb zur Fußball-Weltmeisterschaft 2006 und die Eröffnung für Ende 2007 geplant. Wegen zweier Wassereinbrüche beim Bau des Bahnhofs Brandenburger Tor wurde dieser Abschnitt dann aber erst 2009 eröffnet.

#### Weitere Planungen und Bauvorleistungen
In der langfristigen Planung soll die U5 im Westen ab Hauptbahnhof weiter durch den Ortsteil Moabit (Anschlussbahnhof zur U9 in der Turmstraße) und über Jungfernheide (Anschluss U7, Nordring der S-Bahn) bis zum ehemaligen Flughafen Tegel verlaufen. Für diese Verlängerung wurden in der Vergangenheit bereits Bauvorleistungen realisiert. So wurde bei der Verlängerung der U7 zum Rohrdamm der U-Bahnhof Jungfernheide viergleisig ausgebaut, hier liegen zwei Bahnsteige übereinander (wie beim Bahnhof Schloßstraße der U9). Sie wurden für den Richtungsverkehr ausgelegt, daher halten die Züge der U7 an beiden Bahnsteigen. Die aufwendige Unterquerung des nördlich angrenzenden Westhafenkanals wurde beim Bau der U7 ebenfalls in einem Zuge für die zu verlängernde U5 ausgeführt. Ein gemeinsames Bauwerk führt die Tunnel der U5 parallel zu den Tunneln der U7 unter dem Wasser hindurch und verfügt über die im Berliner U-Bahn-Bau obligatorischen Wehrkammertore. Der Tunnelstutzen endet nördlich der Stadtautobahn. Die gesamte Vorleistung umfasst eine Bauwerkslänge von 565 m. Ein Teil dieses Tunnels wird inzwischen für Sicherheits- und Katastrophenübungen durch die Feuerwehr genutzt.
Allerdings ist eine Verlängerung der U5 zum 1980 eröffneten Bahnhof Jungfernheide nicht absehbar, da die ursprünglich geplante Anbindung des damaligen Flughafens Tegel nie realisiert wurde und auch für die Nachnutzung des Geländes keine konkrete Planung zur Anbindung an diese Linie besteht.
Ein Teil der Verkehrsnachfrage auf einer potenziellen westlichen Verlängerung der U5 wurde zudem durch die Wiedereröffnung des S-Bahn-Rings abgeschöpft, sodass eine Verlängerung der U5 über Berlin Hauptbahnhof nur bis zum U-Bahnhof Turmstraße sinnvoll scheint. Auch hier wurde bereits ein Teil des U5-Bahnsteigs im Rohbau errichtet. Er befindet sich in der Mitte des U9-Bahnhofs und wird in Teilen als Mittelausgang genutzt. Die Länge des noch fehlenden Streckentunnels zwischen den Vorleistungen an der Turmstraße und am Hauptbahnhof beträgt 1,74 Kilometer. Im Zuge der Ausbaupläne der Straßenbahn Berlin des von 2016 bis 2023 regierenden rot-rot-grünen Berliner Senates (Senat Müller II und Senat Giffey) wurde 2023 auf der Strecke Hauptbahnhof – Turmstraße eine Erweiterung der Straßenbahntrasse realisiert, die zur Erweiterung der U5 in Konkurrenz steht.
Die jüngste Bauvorleistung erfolgte im Zuge des Baus der U55, die inzwischen in der Linie U5 aufgegangen ist. Hierbei wurde am U-Bahnhof Hauptbahnhof ein rund 300 m langer Tunnelabschnitt errichtet. Er schließt nördlich an den Bahnhof an, unterquert in einem Bogen Richtung Westen die nördliche Rampe der Fernbahngleise des Tiefbahnhofs und endet unmittelbar westlich davon. Übergangsweise diente ein Teil dieses Tunnels als Abstellanlage und Werkstatt für den damaligen Inselbetrieb der U55. Seit der Durchbindung der U5 vom Alexanderplatz wird die Bauvorleistung als Abstellanlage genutzt.

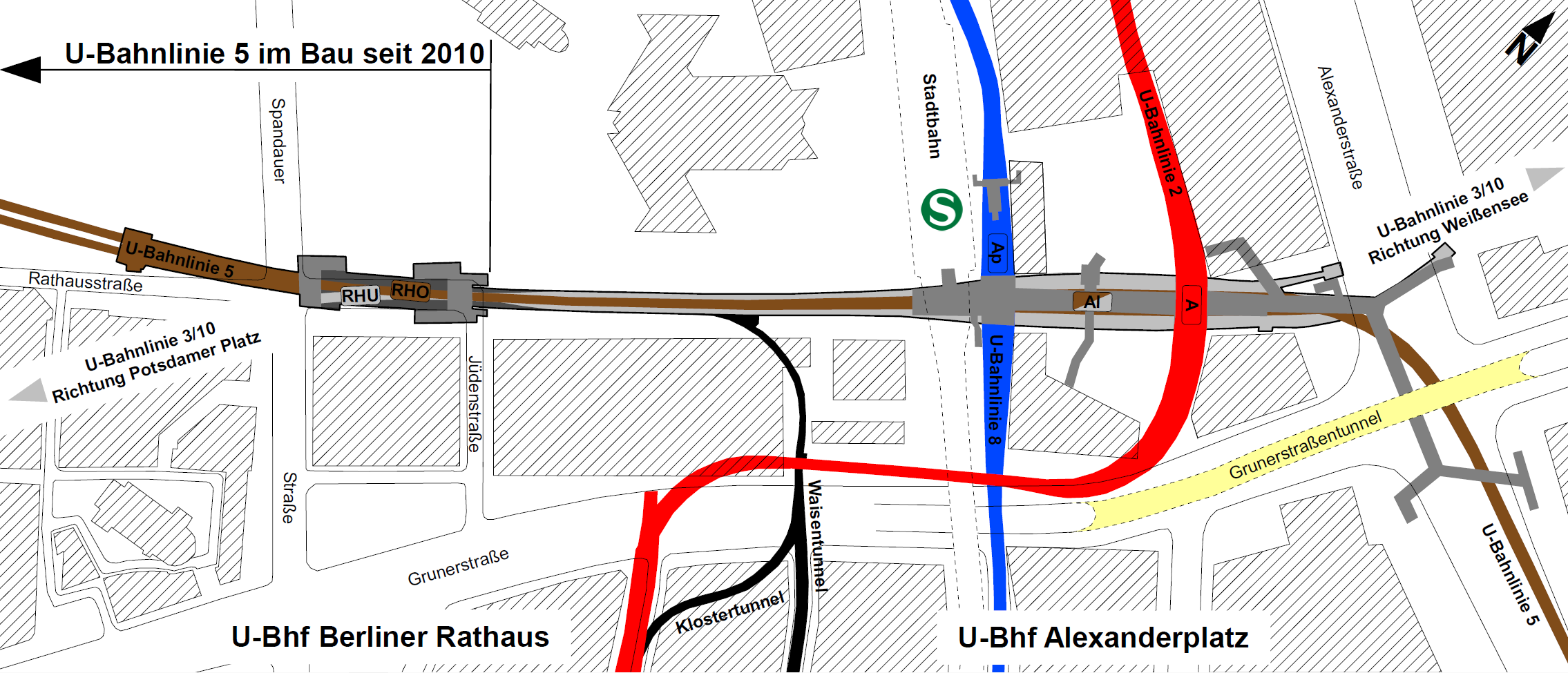
Baukörper der U-Bahn-Linien U3/U10 und U5 am Alexanderplatz

Mit den Arbeiten zum Lückenschluss der Linie U5 seit 2010 wurde mit dem U-Bahnhof Rotes Rathaus ein weiterer Umsteigebahnhof konzeptionell in zwei Ebenen errichtet. Die untere Ebene ist für die Linie U10 bzw. nach aktueller Planung für die U3 gedacht. Da mit dem Bau der U3 nicht in absehbarer Zeit zu rechnen ist, wird diese Ebene zunächst als viergleisige Abstellanlage für Züge der U5 verwendet. Ein eventueller Umbau zu einem späteren Bahnhof mit Seitenbahnsteigen wurde baulich berücksichtigt.

## U-Bahnhöfe

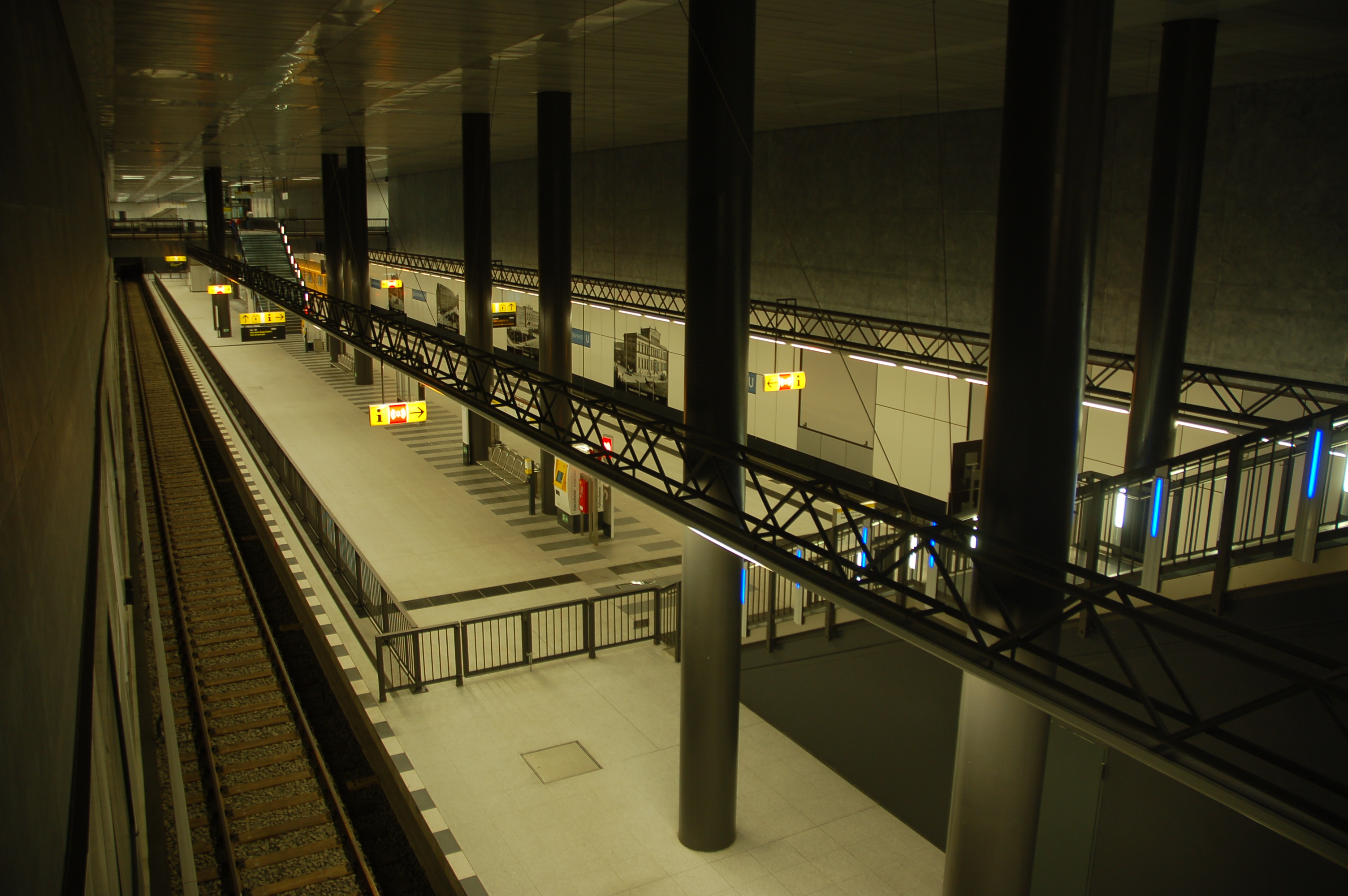
U-Bahnhof Hauptbahnhof, 2009

Die Bahnsteighalle des U-Bahnhofs Hauptbahnhof ist 140 m lang und 11 m hoch. Sie hat am mittleren Zugang einen Aufzug und eine Rolltreppe. Der gesamte Hauptbahnhof (einschließlich U-Bahnhof) wurde vom Architekturbüro Meinhard & Gerkan gestaltet. Der U-Bahnhof Bundestag hat eine Bahnsteighallenfläche von 1450 m², ist 147 m lang, 30 m breit und 6 m hoch. Die Architekten des U-Bahnhofs waren Axel Schultes und Frank Schultes Witt. An den Stützpfeilern kommt von oben Tageslicht in den U-Bahnhof hinein. Der U-Bahnhof Brandenburger Tor liegt in einer Tieflage von ca. 17 m unter der Straßenebene. Die Bahnsteigbreite beträgt 11 m, die Bahnsteiglänge 115 m. Es besteht ein direkter Übergang zur S-Bahn. Der Eingang zum U-Bahnhof ist nur auf der Mittelpromenade der Straße Unter den Linden möglich. An den Wänden des U-Bahnhofs befindet sich eine Dauerausstellung, die über die Geschichte der Berliner Mauer und die Teilung Deutschlands informiert.

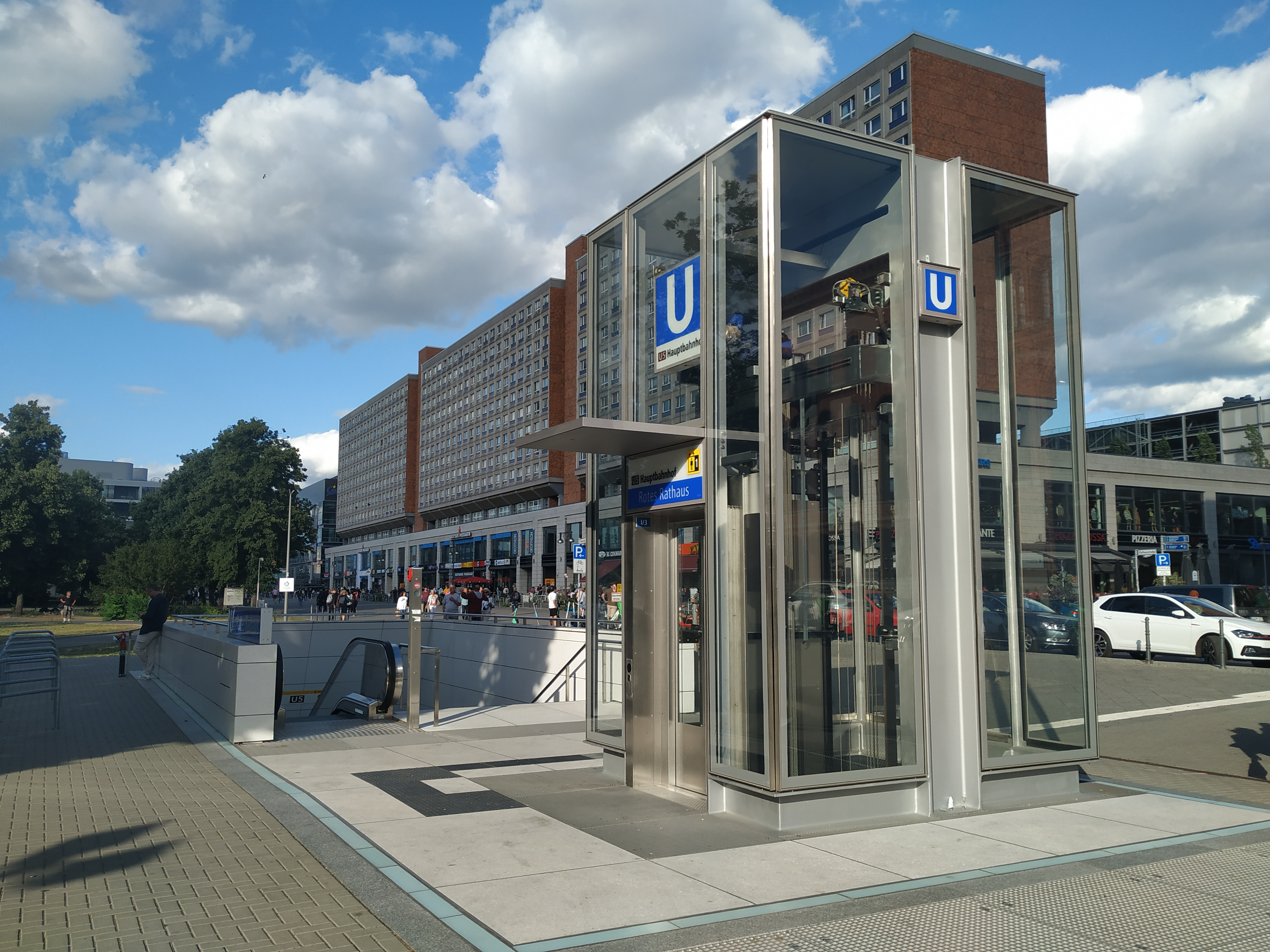
U-Bahnhof Rotes Rathaus, 2022

Der U-Bahnhof Unter den Linden ist ein Kreuzungsbahnhof mit drei Ebenen. Der Bahnhof liegt bei der U-Bahn-Linie U5 vierzehn Meter und bei der U-Bahn-Linie U6 fünf Meter unter der Straßenebene. Die Bahnsteiglänge beträgt 152 m bei der U-Bahn-Linie U5 und 130 m bei der U-Bahn-Linie U6. Die U-Bahnhöfe Brandenburger Tor und Unter den Linden haben die Architekten Ingrid Hentschel und Axel Oestreich gestaltet. Der Leitgedanke beim Bahnhof Unter den Linden war, an eine Kathedrale zu erinnern. Der Architekt hat sich dabei an den Raumkonzepten des frühmodernen Neoklassizismus orientiert. Der Bahnsteig des U-Bahnhofs Museumsinsel hat eine Länge von 130 und eine Breite von 16 m. Die gewölbte Bahnhofsdecke ist in dunkelblau mit 6662 Lichtpunkten wie ein Sternenhimmel gestaltet. Der U-Bahnhof ging im Sommer 2021 in Betrieb. Gestaltet wurde er vom Schweizer Architekten Max Dudler. Der U-Bahnhof Rotes Rathaus ist in Wand-Sohle-Deckel-Bauweise errichtet worden und hat sieben Meter unter der Straßenebene zwei 120 m lange Außenbahnsteige. Darunter liegt eine weitere Ebene rund 16 m tief unter der Straßenebene. Der Bahnhof ist mit Pilzstützenköpfen ausgestattet, die sich an der Decke auf sieben mal neun Meter ausdehnen. Die Gestaltung des Bahnhofs wurde vom Berliner Büro Collignon Architektur vorgenommen.

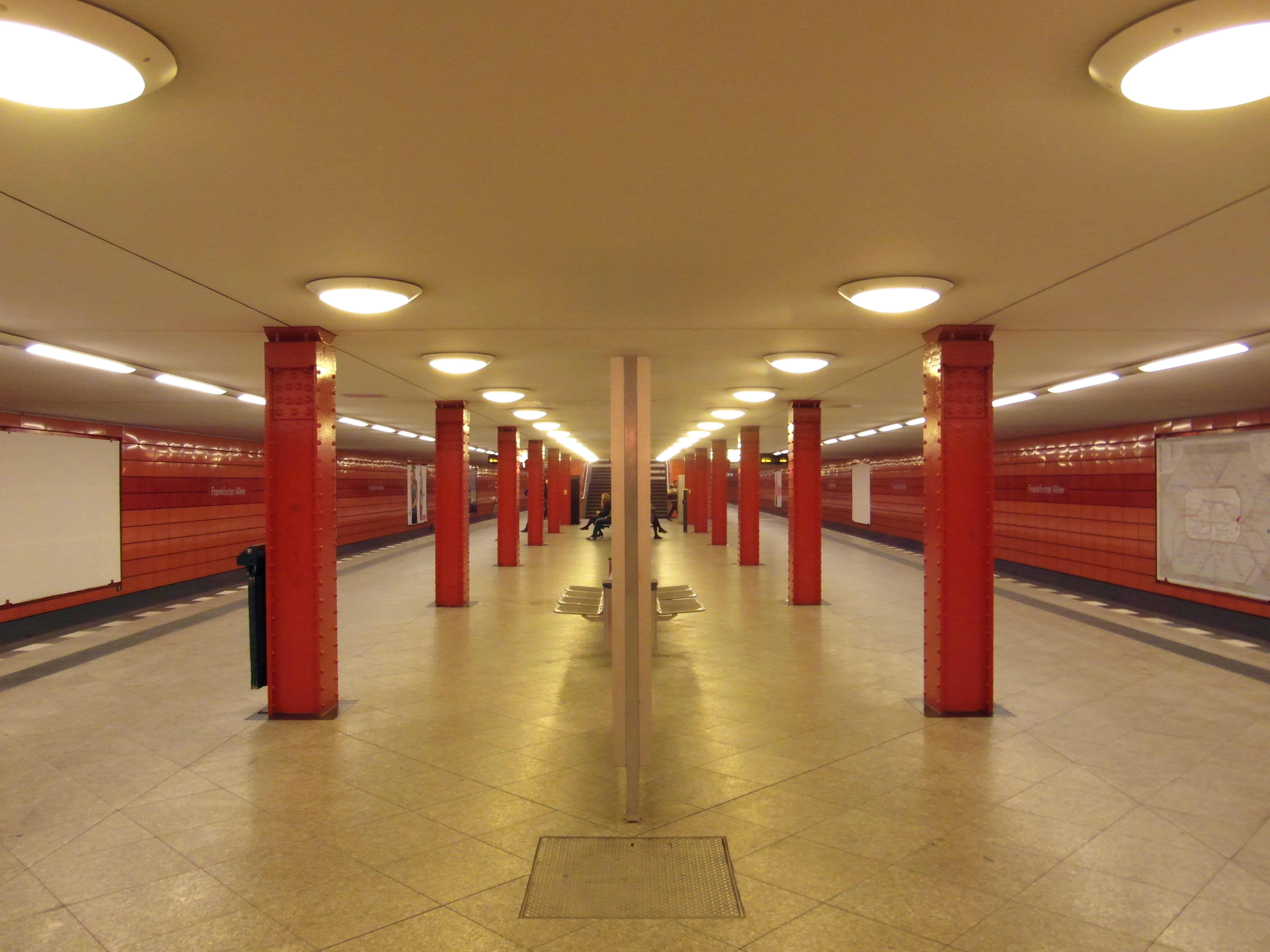
U-Bahnhof Frankfurter Allee, 2014

Alle zehn U-Bahnhöfe zwischen Alexanderplatz und Friedrichsfelde sind in der 1 1⁄2-fachen Tiefenlage angeordnet, stehen von Station zu Station durchschnittlich 788 Meter auseinander, erhielten eine einheitliche gerade Mittelbahnsteiglänge von mindestens 120–126 m, identisch mit der Stützenreihe, haben eine Bahnsteigbreite von durchschnittlich 8–13,3 m und wurden vom Architekten Alfred Grenander gestaltet. Außerdem besitzen alle U-Bahnhöfe an den beiden Enden des Bahnsteigs jeweils einen Treppenaufgang mit einer kleinen Zwischenebene vor den Quertunneln mit Treppen zu den Gehbahnen. (Ausnahme ist der U-Bahnhof Friedrichsfelde, der keine Zwischenebene besitzt.) Am S+U-Bahnhof Alexanderplatz wurde eine direkte Verbindung zu den zwei anderen U-Bahn-Linien A und D mit einer Zwischenebene und zur S-Bahn mit einer weiteren Zwischenebene geschaffen. Am U-Bahnhof Frankfurter Allee besteht keine direkte Verbindung zum S-Bahnhof, deshalb muss man den U-Bahnhof verlassen und zu Fuß am Ring-Center vorbei zur S-Bahnhof laufen. Ein direktes Umsteigen zur S- und Fernbahn besteht am Bahnhof Lichtenberg.

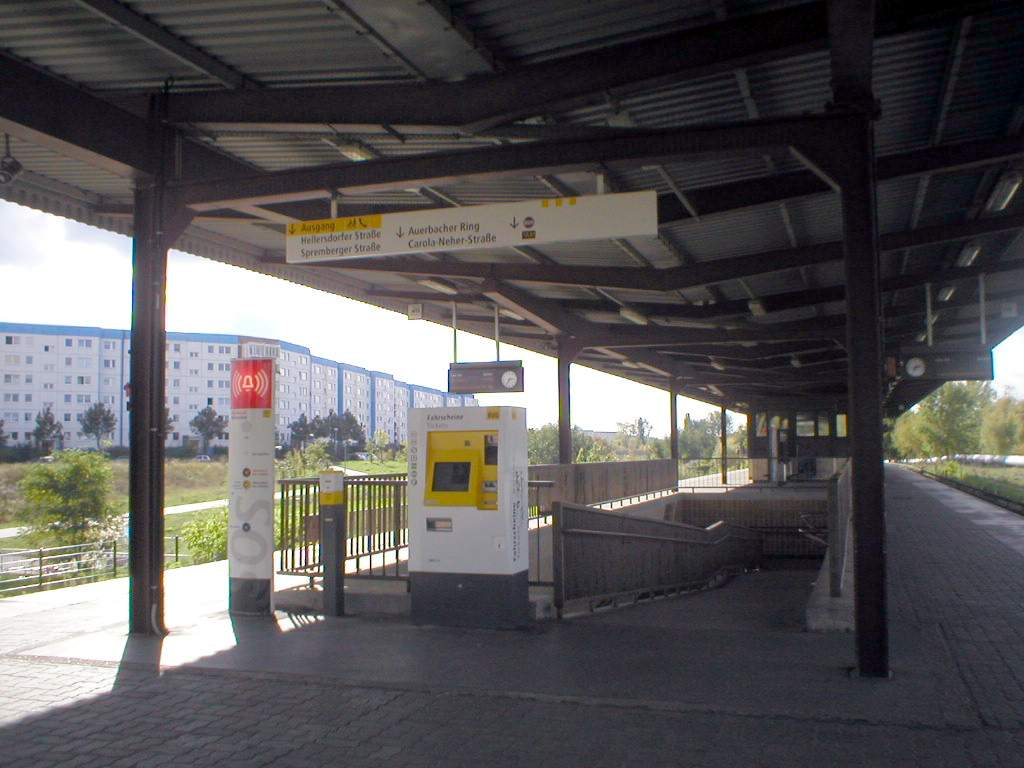
U-Bahnhof Cottbusser Platz, 2003

Während der Teilung Deutschlands erhielten in den 1960er bis 1980er Jahren die U-Bahn-Stationen Schillingstraße, Strausberger Platz, Weberwiese (damals: Marchlewskistraße), Frankfurter Tor, Frankfurter Allee und Magdalenenstraße neue Fliesen an den Hintergleiswänden. Die Stationsschilder wurden erst durch schwarze mit weißen Großbuchstaben, 1986 dann durch weiße in gemischter Schreibweise in der DDR-typischen Schriftart Maxima (am U-Bahnhof Samariterstraße noch vorhanden) ersetzt.
Ab dem Jahr 2003 wurden die Bahnhöfe auf der alten Linie unter der Frankfurter Allee renoviert. Ausschließlich der U-Bahnhof Samariterstraße wurde dabei nach den alten Alfred Grenander-Entwürfen unter Beachtung des Denkmalschutzes hergerichtet. 1330 m Gleis und Stromschienen wurden neu verlegt. Dazu wurde der Zugverkehr auf der Strecke für drei Monate unterbrochen. Ziel war es, die Aufenthaltsqualität auf den Bahnhöfen zu verbessern. Die Beleuchtung wurde erneuert und heller, die Technik auf den neuesten Stand gebracht, der Putz großflächig erneuert und die Wände gegen Vandalismus mit 7000 m² emailliertem Stahlblech verkleidet. Dabei übernahm die BVG Grenanders Prinzip der Kennfarben, wählte aber neue Farbmuster aus. Die Stationsschilder sind dabei Bestandteil der Wandverkleidung. Als Schriftart wählte man Folio, die nur auf der Linie U5 verwendet wird. Ein Beispiel für eine völlig neue Gestaltung, einschließlich der Wiedererrichtung des nördlichen Bahnhofsausganges, stellt der Bahnhof Schillingstraße dar. Laut BVG betrugen die Kosten der Sanierungen in den Jahren 2003/2004 rund 23,4 Millionen Euro für die Bahnhöfe und 20,6 Millionen Euro für Gleise, Technik und Tunnel.
Zahlreiche U-Bahnhöfe wurden in den Folgejahren mit Aufzügen versehen und barrierefrei gestaltet.
Der U-Bahnhof Tierpark ist in eineinhalbfacher Tiefenlage angeordnet, die Bahnsteiglänge beträgt 120 m, er hat eine hohe Bahnsteighalle, die typisch für den Ostblock war, die sich aufgrund von zwei Stützenreihen in eine dreischiffige Halle aufteilt. Das Dienstgebäude auf dem Bahnhof wurde in rund drei Meter Höhe angebracht. An den beiden Bahnsteigsenden befinden sich Vorhallen in einem Zwischengeschoss mit am Straßenrand gelegenen Zugängen. Außerdem ist ein direktes Umsteigen zur Straßenbahn und zum Bus möglich. Der Bahnsteig ist zwölf Meter breit und hat seit Dezember 2008 einen Aufzug zur Straßenoberfläche.

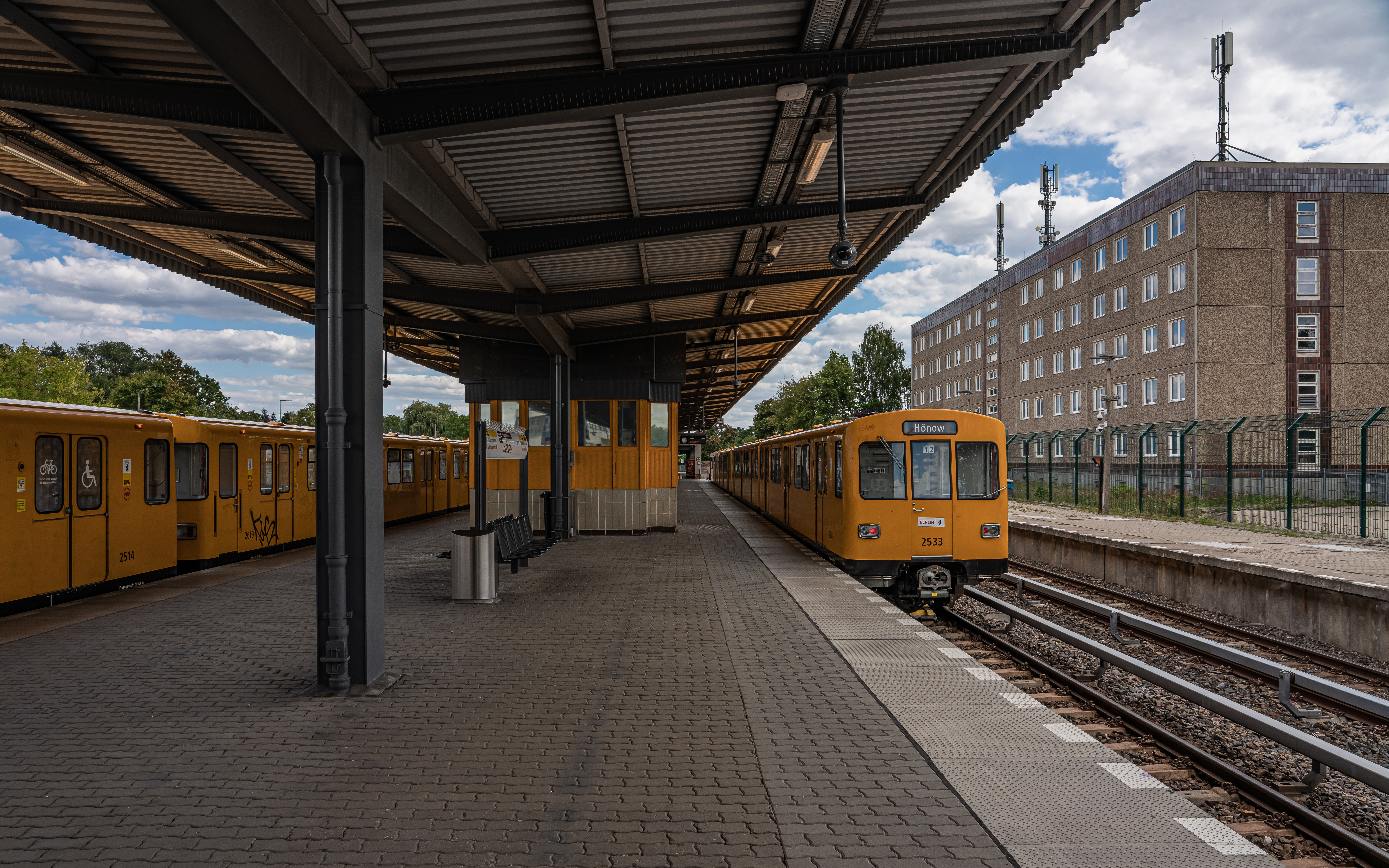
U-Bahnhof Hönow, 2022

Alle U-Bahnhöfe zwischen Tierpark und Hönow erhielten eine einheitliche Bahnsteiglänge von 120 m; Ausnahme ist der S+U-Bahnhof Wuhletal, dessen Bahnsteige wegen des kombinierten Betriebs mit der S-Bahn 160 m lang sind. Die Bahnsteigbreiten bei den Inselbahnsteigen wurden durch eine konstruktive Lösung des Bahnsteigdaches mitbestimmt, sie beträgt in der Regel bei den geraden parallelen Gleisen rund 12 m. Bei den Randbahnsteigen in Biesdorf-Süd und in Hönow sind sie rund 6 m breit. Die Stahlkonstruktionen der Dächer sind mit 12,3 m Stützenabstand und EKOTAL-Eindeckung ausgeführt. Je nach Bahnsteigausbildung wurden die Stahlkonstruktionen mit Mittelstützen beziehungsweise Doppelstützen gebaut. Die U-Bahnhöfe Biesdorf-Süd und Elsterwerdaer Platz bekamen eine Bahnsteigoberfläche aus Ortbeton, alle anderen sieben U-Bahnhöfe sind mit Gehwegplatten beziehungsweise mit Betonformsteinen ausgestattet worden. Die Zugänge der U-Bahnhöfe besitzen neben den Treppen auch Rampen, sind mit Funktionsgebäuden und Informationssystemen ausgestattet. Die U-Bahnhöfe Biesdorf-Süd und Cottbusser Platz sind über je einen Fußgängertunnel zu erreichen und der S+U-Bahnhof Wuhletal verfügt über je zwei Fußgängertunnel an den Bahnsteigenden. Nur der U-Bahnhof Kienberg (Gärten der Welt) hat seit seinem Umbau im Jahr 2017 einen Aufzug. Außerdem sind die U-Bahnhöfe wegen der Lage der U-Bahn im Wohngebiet von beiden Seiten erreichbar. Eine direkte Umsteigemöglichkeit zur Straßenbahn besteht am U-Bahnhof Hellersdorf. Die zu DDR-Zeiten errichteten U-Bahnhöfe im Abschnitt Tierpark bis Hönow sollen unter Denkmalschutz gestellt werden, ausgenommen hiervon ist der bereits erheblich veränderte U-Bahnhof Kienberg (Gärten der Welt).

## Abstellanlage Hönow
Die Abstellanlage befindet sich südlich der Hauptstrecke in Hönow. Sie dient zur Innenreinigung von U-Bahn-Zügen, Aufstellungen von Arbeitsfahrzeugen und Ladegleisen. Die beiden durchgehenden Gleise der U-Bahn-Linie U5, die auch am U-Bahnhof Louis-Lewin-Straße vorliegen, führen bei entsprechender Weichenstellung zu den Hauptgleisen 1 und 2 des U-Bahnhofs Hönow. Das Bereitstellungsgleis 7 für aus der Abstellanlage ausfahrende Züge bildet in der Kreuzung mit dem (Haupt-)Gleis 2 einen Konfliktpunkt. Die Abstellanlage ist im Bereich des westlichen U-Bahnhofs Hönow über das Umfahrungsgleis 4 oder direkt aus den Reinigungsgleisen 5 und 6 erreichbar. Zum Abstellen von Fahrzeugen sind für die Gleisgruppen 41–45, 61–65, 71–77 und für die Gleise 44, 45, 61, 62 und 71–77 Kuppelvorrichtungen errichtet worden. Die Regelnutzlänge beträgt immer 120 m. Vor dem Bau der Abstellanlage und der Gleise erfolgten umfangreiche Erdbauleistungen wie Mutterbodenabtrag, Herstellen des Gründungsplanums sowie der Kiesschutzschichten.

## Automatisierter Fahrbetrieb
Im Zusammenhang mit der seit langer Zeit geplanten Verlängerung vom Alexanderplatz zum Hauptbahnhof wollte die BVG auf der U5 im Zuge eines Bundesprojektes umfangreich erproben, inwiefern es möglich ist, eine bereits existierende U-Bahn-Strecke auf fahrerlosen Betrieb umzustellen. Die BVG testete dies – nach der Hamburger Hochbahn in den 1980er Jahren – von Herbst 1996 bis April 2000 im Forschungsvorhaben STAR (Systemtechnik für den automatischen Regelbetrieb). Der Testbetrieb fand zwischen den Bahnhöfen Friedrichsfelde und Biesdorf-Süd statt. Die auf der U5 eingesetzten Züge der Baureihe H lassen sich für den vollautomatischen Betrieb umstellen, es existiert nach wie vor ein Testzug der Firma Bombardier, der diese Strecke automatisch befahren könnte.
Im Gegensatz zu den Versuchsbetrieben mit LZB 501 auf der U9 und SelTrac auf der U2 bzw. U4, die zur Übertragung der Informationen zwischen Strecke und Zug Linienleiterschleifen (Linienzugbeeinflussung) nutzten, bediente sich STAR der Funktechnik (Funkzugbeeinflussung).
Als der Berliner Senat im Jahr 2002 beschloss, die U5 zunächst nicht weiter zu verlängern, gab die BVG das Projekt Automatikbetrieb auf. Ein Einsatz auf der U5 Alexanderplatz–Hönow hätte laut BVG wenig Sinn ergeben. Die BVG hatte damals die Technologieführerschaft. Die Linien U2 und U3 der U-Bahn Nürnberg sind seit dem Jahr 2008 bzw. 2010 die ersten automatisierten U-Bahn-Linien Deutschlands (GoA4). Einen fahrerlosen Betrieb aber gab es schon zuvor auf der Berliner Linie U4 (Nollendorfplatz – Innsbrucker Platz). Ein Fahrer fuhr dort zwar weiterhin mit, beaufsichtigte die Fahrt aber nur (GoA2 bzw. GoA3).

## Fahrplan
Neben den Zügen, die die komplette Strecke tagsüber im 10-Minuten-Takt bedienen, gibt es tagsüber (nicht Sonntagvormittag) Verstärker zwischen Hauptbahnhof und Kaulsdorf-Nord. Diese Verstärkung auf den 5-Minuten-Takt wird (außerhalb der Wochenenden und der Schulferien) morgens und nachmittags auf die gesamte Strecke ausgeweitet. Im Jahr 1988 gab es bereits U-Bahn-Nachtverkehr auf der Linie U5: Die Züge fuhren täglich alle zehn Minuten. Seit 2003 gibt es auf der U5 in den Wochenendnächten zusätzlich zum Tagesverkehr einen durchgehenden Nachtverkehr, der die gesamte Strecke bedient.
| Linie | Mo–Do (HVZ) (5:30–8 und 15–18:30) | Mo–Do (NVZ) (8–15 und 18:30–21) | Fr (HVZ) (5:30–8 und 14–17:30) | Fr (NVZ) (8–14 und 17:30–22:30) | Sa (10–22:30) | Sonn- und Feiertag (12:30–19) | Schwachverkehrszeit (Mo–Fr 4:30–5:30; Mo–Do ab 21; Fr+Sa ab 22:30 und So 19–0:30/Sa 5:30–10 und So 7–12:30) | Nacht Fr/Sa und Sa/So sowie in den Nächten vor gesetzlichen Feiertagen (Fr/Sa 0:30–5:30 und Sa/So 0:30–7) |
| --- | --------------------------------- | ------------------------------- | ------------------------------ | ------------------------------- | ------------- | ----------------------------- | --- | --- |
| Hauptbahnhof – Kaulsdorf Nord | 5 min                             | 5 min                           | 5 min                          | 5 min                           | 5 min         | 5 min                         | 10 min | 15 min |
| Kaulsdorf Nord – Hönow | 5 min (Schulferien: 10 min)       | 10 min                          | 5 min (Schulferien: 10 min)    | 10 min                          | 10 min        | 10 min                        | 10 min | 15 min |
| In den Nächten Fr/Sa und Sa/So fahren die Züge der U5 im 15-Minuten-Takt zwischen Hauptbahnhof und Hönow von 0:30 bis etwa 4:30 Uhr. In den Nächten So/Mo bis Do/Fr übernimmt die Nachtbuslinie N5 die Aufgaben der U-Bahn. |                                   |                                 |                                |                                 |               |                               | | |

Taktverdichtung
Im Nahverkehrsplan 2019–2023 des Berliner Senates ist eine Verdichtung des Taktes bis 2023 auf 3,3 Minuten in der Hauptverkehrszeit vorgesehen. Ein Takt von drei Minuten in der Hauptverkehrszeit bestand bereits früher. Ab 2025 soll mit dem Einbau der automatischen Sicherungstechnik CBTC (Communication-Based Train Control) begonnen werden, um mittels halbautomatischen Zugbetriebs (GoA2) die Zugfolgezeit auf 90 Sekunden verkürzen zu können.